# 科韵路 (广州)
科韵路位于中华人民共和国廣東省广州市海珠区和天河区，是一条南北走向的城市主干道，原是连接黄埔大道中与中山大道西的一条城市支路。
经过拓建后，北起火炉山南麓与华观路、岑村公路连接，南至仑头立交与环城高速、南沙港快速连接，全长约10.7公里，双向6至8车道，设计时速60公里/小时，广园快速至新滘东路段于2006年5月28日建成通车，与工业大道、新滘路、广园路共同构成广州城市快捷路。2010年6月，科韵路全线完工通车，北端延伸至岑村华观路。

## 与之交汇街道
- 道路顺序由南往北排列，粗体字为主干道
- 南沙港快速
- 广州环城高速
- 新滘东路
- 新港东路
- 琶洲大道
- 阅江中路
- 临江大道
- 员村四横路
- 黄埔大道中
- 建华路
- 科韵路
- 建业路
- 中山大道西
- 岗园路、下岗元路
- 棠下涌东路
- 棠安路
- 广园快速
- 广州环城高速
- 沙埔大街、沐陂西路
- 红花岗下街
- 岑村北街
- 岑村公路、华观路

## 公共交通
- 广州地铁5号线科韵路站
- 广州地铁12号线北山站

均在鄰近科韵路位置設有出入口。

## 未来延展
科韵路会继续北延，通过穿过火炉山的火炉山隧道，连通至广汕路。隧道于2020年4月8日开工建设，至2022年时西线隧道已贯通，东线隧道贯通仍差60米，曾计划2022年底贯通。而2024年在人民网领导留言板的回复中，提到由于受隧道两头连接道路征地拆迁工作影响，无法继续施工，总体进度为约62%。